# José Dionisio Marenco Gutiérrez
José Dionisio Marenco Gutiérrez (* 17. September 1946 in Granada (Nicaragua); † 19. Mai 2020 in Managua) war ein nicaraguanischer Politiker. Er war von 2005 bis Januar 2009 Bürgermeister von Managua.

## Leben
Marenco war der Sohn von Bernardo Marenco. Im Oktober 1966 war, zur Eröffnung der Baseballsaison, das Baseballstadion von Managua mit 20.000 Menschen gefüllt. Eine Gruppe von 30 Personen entfaltete ein Transparent mit der Aufschrift: »¡No más Somoza! Centros Universitarios«. Sie protestierten, da sich Anastasio Somoza Debayle anschickte als dritter aus der Somoza-Dynastie Präsident zu werden. Marenco wurde mit sieben weiteren Männern und einer Frau von der Guardia Nacional erwischt. Er verbrachte 28 Tage im Krankenhaus, da ihm die Hände und der Kiefer links gebrochen worden waren, was seine Hörfähigkeit beeinträchtigte. Marenco schloss sein Studium des Bauingenieurwesens 1968 mit einem Diplom an der Universidad Centroamericana ab. 1970 schloss er ein Aufbaustudium in Betriebswirtschaft am Instituto Centroamericano de Administracion de Empresas (INCAE) ab. Er machte Fortbildungen über Organisationsentwicklung an der Loyola University New Orleans.
Er begann seine beruflich Karriere als Generalvertreter für Aluminium-Fenster der Carpintería de Aluminio Dacal, S.L. 1967 begann er bei Arquitectos e Ingenieros, S.A. in Managua. 1968 war er bei J. Agustín Chan and Associates welche in Managua den US-Ingenieurkonzern Hazen & Sawyer vertrat. 1970 arbeitete er im Controlling von Genius San Antonio in Chichigalpa. 1975 kam er zu Hauptverwaltung von Genius Nicaragua der Nicaragua Sugar State Limited als Direktor für industrielle Entwicklung. 1978 ging Marenco nach Costa Rica ins Exil.

### Wirken in der Regierung und der sandinistischen Partei
Der heutige Präsident Nicaraguas, Daniel Ortega, kannte Marenco bereits seit 1963, als dieser Rechtswissenschaften studierte.
1979 wurde Marenco im ersten Kabinett der sandinistischen Revolution Minister für Verkehr und öffentliche Arbeiten. Von 1980 bis 1985 war Marenco Binnenhandelsminister. 1986 wurde er beratender Minister von Daniel Ortega und 1987 Minister im Planungs- und Finanzministerium.
1988 leitete Marenco die Öffentlichkeitsarbeit der FSLN. 1990 widmete er sich dem Aufbau des FSLN-Fernsehsenders Channel 4, welchen er leitete. Marenco unterstützte den Aufbau der Fernuniversität Universidad Internacional de Centroamérica a Distancia (Unicad), er war Vorsitzender der Fundación para la Educación a Distancia (Fundecad).
Anlässlich der Kommunalwahlen in Nicaragua 2008 wies Marenco darauf hin, dass bei der Kandidatur zum Bürgermeister von Managua 2000 Herty Lewites etwa 135.000 Stimmen für sich gewinnen konnte, dass er selbst 2004, 145.535 Stimmen erringen konnte und dass sein Nachfolger Alexis Argüello angeblich etwa 300.000 Stimmen erhalten haben soll.
Er starb im Mai 2020 im Alter von 73 Jahren in einem privaten Krankenhaus in Managua an den Folgen einer Diabeteserkrankung.